# 布里根泰恩 (新澤西州)
布里根泰恩（英語：Brigantine）是一個位於美國新澤西州大西洋縣的城市。

## 人口
根據2020年美國人口普查的數據，布里根泰恩的面積為28.14平方千米，當中陸地面積為16.89平方千米，而水域面積為11.24平方千米。當地共有人口7716人，而人口密度為每平方千米274人。